# Olga García Riquelme
Olga García Riquelme (Santa Cruz de Tenerife, 1920 - Santa Cruz de Tenerife, 2012) fue una investigadora española en ciencias y profesora en el Instituto de Óptica del Consejo Superior de Investigaciones Científicas.

## Trayectoria
Se especializó en la obtención y análisis de espectros atómicos con interés astrofísico y en cálculos teóricos de configuraciones atómicas. Se formó en el Instituto de física de la Universidad de Lund (Suecia) y en el Centro Nacional para la Investigación Científica de Bellevue.
Colaboró con organismos extranjeros como por ejemplo el Instituto Nacional de Estándares y Tecnología de Estados Unidos, el Observatorio de Meudon de Francia o el Laboratorio de Espectroscopia de la Comisión de Energía Nuclear de Israel en Soreq, estudiando los espectros atómicos y sus configuraciones electrónicas de elementos como el manganeso (Mn Y y Mn III), el níquel (Ni III y Ni IV), el vanadio II o el tungsteno IV.
Falleció el 15 de agosto de 2012, a los 92 años, en Santa Cruz de Tenerife.